# لورين سكروجس
لوريس سكروجس كينيدي (بالإنجليزية: Lauren Scruggs Kennedy)‏ هي مصممة وعارضة أزياء وكاتبة مدونة أمريكية ولدت في يوم 18 يوليو 1988 في لوس أنجلوس في الولايات المتحدة. خسرت عينها ويدها اليسرى بعد حادث طائرة في دالاس. هي مؤسسة شركة لورين سكروجس كينيدي للأطراف الصناعية وألتي تنتج أطراف صناعية للنساء.